# Platypalpus harpestylis
Platypalpus harpestylis är en tvåvingeart som beskrevs av Chillcott 1962. Platypalpus harpestylis ingår i släktet Platypalpus och familjen puckeldansflugor. Inga underarter finns listade i Catalogue of Life.